# Белые Колодези
Белые Колодези — село в городском округе Коломна Московской области России.
До 2020 года относилось к городскому округу Озёры. До 2015 года — к сельскому поселению Бояркинское, до муниципальной реформы 2006 года — село Горского сельского округа. Население — 191 чел. (2025).

## Население
| 1852 | 1859  | 1926  | 2002 | 2006 | 2010 | 2021 |
| ---- | ----- | ----- | ---- | ---- | ---- | ---- |
| 1655 | ↗1823 | ↘1017 | ↘191 | ↗230 | ↘191 | ↗228 |

## География
Расположено в восточной части бывшего Озёрского района, примерно в 11 км к северо-востоку от центра города Озёры и в 20 км к юго-западу от центра г. Коломна, на левом берегу реки Оки. В селе 3 улицы — Полевая, Садовая, Школьная и 2 переулка — Больничный и Больничный 2-й. Связано автобусным сообщением с городами Озёры и Коломной. Ближайшие населённые пункты — деревни Каменка и Жиливо.
В селе есть церковь, библиотека, магазин, аптечный пункт, клуб. Сохранились здания бывшего роддома, детского сада и церковной школы.

## Исторические сведения
В писцовой книге 1577 года упоминается как село Бел Колодезь, в материалах Генерального межевания XVIII века — село Белыя Колодези.
В 1850—1858 гг. в селе была построена каменная одноглавая церковь Успения Пресвятой Богородицы в русском стиле, с приделами Усекновения Предтечи и Николая Чудотворца в трапезной и колокольней.
В «Списке населённых мест» 1862 года Белые-колодези — казённое село 1-го стана Коломенского уезда Московской губернии на левом берегу реки Оки от впадения в неё реки Москвы, в 20 верстах от уездного города, с 280 дворами, православной церковью, 5 фабриками и 1823 жителями (868 мужчин, 955 женщин).
По данным на 1890 год входило в состав Акатьевской волости Коломенского уезда, в нём находилась земская школа, число душ мужского пола составляло 891 человек.
В 1913 году — 237 дворов, земское училище, богадельня и казённая винная лавка.
По материалам Всесоюзной переписи населения 1926 года — центр Белоколодезского сельсовета Акатьевской волости, проживало 1017 жителей (411 мужчин, 606 женщин), насчитывалось 264 хозяйства, среди которых 226 крестьянских, имелись школа 1-й ступени, больница единого потребительского общества, сельский комитет крестьянской общественной взаимопомощи.
С 1929 года — населённый пункт в составе Озёрского района Коломенского округа Московской области, с 1930-го, в связи с упразднением округа, — в составе Озёрского района Московской области.
В 1938 году Успенская церковь была закрыта, колокольня сломана. Вновь открыта в 1992 году и отремонтирована. Является памятником архитектуры.
С 2015 до 2020 года входило в городской округ Озёры.

## Известные уроженцы
- Николай Семёнович Пирязев (7 августа 1946 — 27 мая 2008) — российский краевед, член Союза журналистов России, основатель литературно-исторического объединения «Озёрский летописец», автор книг и статей по краеведению Озёрского района.